# Base opérationnelle mobile aéroportée
 (juin 2016).
Si vous disposez d'ouvrages ou d'articles de référence ou si vous connaissez des sites web de qualité traitant du thème abordé ici, merci de compléter l'article en donnant les références utiles à sa vérifiabilité et en les liant à la section « Notes et références ».
La base opérationnelle mobile aéroportée (BOMAP) était une unité parachutiste de l'armée de Terre, créée le 1er octobre 1963 et dissoute le 1er juillet 1999.
Sa mission était d'assurer le soutien de la 11e division parachutiste : pliage des parachutes et livraison des matériels et des vivres aéroportés.
Elle était composée de personnels issus de l'arme du train et du matériel, lesquels étaient brevetés parachutistes et portaient le béret rouge.
La BOMAP était installée au quartier « Colonel-Edme » sur le terrain de Toulouse Francazal, où était située par ailleurs la base aérienne 101 « Général-de-Marmier ».

## Composition
Dans les années 1990, la BOMAP était composée de cinq escadrons : 
- L'escadron de base et d'instruction.
- L'escadron de commandement et de logistique.
- Le premier escadron de livraison par air.
- Le deuxième escadron de livraison par air.
- La compagnie technique, chargée du pliage et de la gestion des parachutes.

## Dissolution
À sa dissolution en 1999, les missions de la BOMAP ont été reprises par le 1er régiment du train parachutiste (1er RTP).